# Behind Closed Doors
Behind Closed Doors er det andet studiealbum fra den danske dj og producer Kato. Albummet udkom den 28. januar 2013 på disco:wax og Sony Music.

## Spor
| #   | Titel                                                          | Sangskriver(e)                                                                                      | Producer(e)                            | Længde |
| --- | -------------------------------------------------------------- | --------------------------------------------------------------------------------------------------- | -------------------------------------- | ------ |
| 1.  | "Danmark" (featuring Kidd)                                     | Thomas Kato Vittrup, Nicholas Westwood                                                              | Kato, Michael Zilk*                    | 4:19   |
| 2.  | "I'm in Love" (featuring Shontelle)                            | Vittrup, Sarah West, Shontelle Layne                                                                | Kato, Michael Zilk*                    | 2:57   |
| 3.  | "Let the Horns Play" (featuring Snoop Dogg, Kurupt & Ida Corr) | Vittrup, Calvin Broadus, Ida Corr, Ricardo Emmanuel Brown                                           | Kato, Michael Zilk*                    | 3:31   |
| 4.  | "Let Yourself Be Beautiful" (Kato & Infernal)                  | Vittrup, Lina Rafn, Paw Lagermann, Adam Powers, Søren Pagh, West                                    | Kato, Infernal, Michael Zilk*          | 5:07   |
| 5.  | "Never Let U Go" (featuring Snoop Dogg & Brandon Beal)         | Vittrup, Brandon Beal, Broadus, Rasmus Hedegaard                                                    | Kato, Michael Zilk*                    | 3:21   |
| 6.  | "Alive" (Kato & Electric Lady Lab)                             | Vittrup, Martin Bøge Pedersen, Stine Hjelm Jacobsen, Engelina Larsen, Lene Dissing, Peter Bjørnskov | Kato, Electric Lady Lab, Michael Zilk* | 5:50   |
| 7.  | "Bootycall" (featuring Brandon Beal)                           | Vittrup, Beal                                                                                       | Kato, Michael Zilk*                    | 3:21   |
| 8.  | "In Your Head" (featuring Daniel Gidlund)                      | Vittrup, Daniel Gidlund                                                                             | Kato, Michael Zilk*                    | 4:23   |
| 9.  | "Behind Closed Doors" (featuring Bent Fabricius-Bjerre)        | Vittrup, Bent Fabricius-Bjerre                                                                      | Kato, Michael Zilk*                    | 3:37   |
| 10. | "Klapper af den" (USO featuring Kato)                          | Vittrup, Ausamah Saeed                                                                              | Kato, USO, Michael Zilk*               | 6:10   |
| 11. | "Kato's Dream" (Bent Fabricius-Bjerre) (bonus spor)            | Fabricius-Bjerre                                                                                    | Bent Fabricius-Bjerre, Søren Mikkelsen | 4:09   |

- (*) angiver yderligere produktion